# هيو ماكنزي (سياسي)
هيو ماكنزي هو سياسي كندي، ولد في 20 يناير 1870، وتوفي في 1957.